# Liste der denkmalgeschützten Objekte in Gratwein-Straßengel
Die Liste der denkmalgeschützten Objekte in Gratwein-Straßengel enthält die 45 denkmalgeschützten, unbeweglichen Objekte der österreichischen Gemeinde Gratwein-Straßengel im steirischen Bezirk Graz-Umgebung.

## Denkmäler
| Foto  |                 | Denkmal | Standort                                                | Beschreibung | Metadaten |
| ----- | --------------- | --- | ------------------------------------------------------- | --- | --- |
| ja    | Datei hochladen | Anlage Zisterzienserstift Rein HERIS-ID: 103916 Objekt-ID: 120481                                                                   | Rein 1 Standort KG: Eisbach                             | Das Kloster wurde 1129 gegründet und ist das älteste als solches noch bestehende Zisterzienserstift. Ab 1720 wurde es umfassend barockisiert. Zentrum der Anlage ist die ursprünglich romanische Stiftskirche, die 1738–1747 durch Johann Georg Stengg umgestaltet wurde. Dabei wurde die Kirche „umgedreht“: über den bisherigen Eingangsbereich im Westen wurde ein zweijochiger Chor angebaut, der bisherige Chor wurde in einen Eingangsbereich mit Vorhalle umgewandelt. Auch wurden einige Seitenkapellen angebaut. Die Eingangsfassade ist dreiachsig, wobei die Mittelachse konvex hervortritt und die Seitenachsen konkav geformt sind. In der Nische oberhalb des Mittelportals befindet sich eine Statue des hl. Bernhard von Johann Matthias Leitner. Auch der Turm erhielt seine Form um diese Zeit. Die Malereien im Kircheninnenraum stammen von Joseph Adam von Mölk. Auch das Stiftsgebäude wurde barock umgestaltet. Die Nordseite ist dreigeschoßig mit dreißig Achsen, in der Mitte befindet sich nunmehr ein siebenachsiger Mittelrisalit über dem Eingangsportal. Der Kreuzgang grenzt an den im 17. Jahrhundert angebauten Neuen Konvent, romanische und gotische Teile sind teilweise noch sichtbar. An Innenräumen ist der Huldigungssaal mit Scheinarchitektur und allegorischen Fresken sowie die Bibliothek zu nennen, die mit Fresken bemalt und Bücherregalen aus dem 18. Jahrhundert ausgestattet ist. Der freistehende Obere Hof im Westen weist sichtbare romanische und gotische Elemente auf. Die Mauer, die den Oberen Hof mit der Hauptanlage verbindet, entspricht teilweise einer mittelalterlichen Wehrmauer. Im Osten schließt der Stiftsgarten an. | BDA-Hist.: Q385567 Status: § 2a Stand der BDA-Liste: 2025-06-30 Name: Anlage Zisterzienserstift Rein GstNr.: .3, .4, .12/1, .13, .15/1, .16, 6/2, 7/2, 17/1, 25, 26, 27, 31, 33, 34/1, 34/2, 34/3, 34/4, 1830, 1828/3, 39/1, 39/2 Stift Rein                                   |
| ja    | Datei hochladen | Ehem. Mühle des Zisterzienserstiftes Rein (Seniorenheim) HERIS-ID: 99255seit 2021                                                   | Rein 2 Standort KG: Eisbach                             | Die ehemalige Mühle gehört zu den ursprünglich zahlreicheren Nebengebäude des Stiftes, die mittelalterliche Struktur ist noch sichtbar. | BDA-Hist.: Q107643543 Status: Bescheid Stand der BDA-Liste: 2025-06-30 Name: Ehem. Mühle des Zisterzienserstiftes Rein (Seniorenheim) GstNr.: .15/2 Ehemalige Mühle des Zisterzienserstiftes Rein                                                                              |
| ja    | Datei hochladen | Rathaus/Gemeindeamt HERIS-ID: 99262 Objekt-ID: 115365                                                                               | Rein 5 Standort KG: Eisbach                             | | BDA-Hist.: Q37773890 Status: § 2a Stand der BDA-Liste: 2025-06-30 Name: Rathaus/Gemeindeamt GstNr.: .11 Gemeindeamt Eisbach |
| ja    | Datei hochladen | Volksschule Schirning HERIS-ID: 99294 Objekt-ID: 115403                                                                             | Schirning 84 Standort KG: Eisbach                       | | BDA-Hist.: Q37773898 Status: § 2a Stand der BDA-Liste: 2025-06-30 Name: Volksschule Schirning GstNr.: .224 Volksschule Schirning |
| ja    | Datei hochladen | St. Josefsheim der Kreuzschwestern HERIS-ID: 99298 Objekt-ID: 115407                                                                | Selenz 10 Standort KG: Eisbach                          | | BDA-Hist.: Q37773901 Status: Bescheid Stand der BDA-Liste: 2025-06-30 Name: St. Josefsheim der Kreuzschwestern GstNr.: 334/3 St. Josefsheim, Eisbach |
| ja    | Datei hochladen | Bildstock HERIS-ID: 99299 Objekt-ID: 115408                                                                                         | bei Selenz 10 Standort KG: Eisbach                      | | BDA-Hist.: Q37773902 Status: Bescheid Stand der BDA-Liste: 2025-06-30 Name: Bildstock GstNr.: 329/5 |
| ja    | Datei hochladen | Landesgut Hörgas (Vierflügelanlage und anschließende Dreiflügelanlage) HERIS-ID: 99300 Objekt-ID: 115409                            | Tallak 51 Standort KG: Eisbach                          | | BDA-Hist.: Q37773903 Status: § 2a Stand der BDA-Liste: 2025-06-30 Name: Landesgut Hörgas (Vierflügelanlage und anschließende Dreiflügelanlage) GstNr.: .29 Landesgut Hörgas |
| ja    | Datei hochladen | Bildstock HERIS-ID: 99297 Objekt-ID: 115406                                                                                         | bei Tallak 74 Standort KG: Eisbach                      | | BDA-Hist.: Q37773900 Status: § 2a Stand der BDA-Liste: 2025-06-30 Name: Bildstock GstNr.: 1842/3 Bildstock, Tallak 74 |
| ja    | Datei hochladen | Kalvarienberg-Kapelle HERIS-ID: 51769 Objekt-ID: 57546                                                                              | Standort KG: Eisbach                                    | | BDA-Hist.: Q38047510 Status: § 2a Stand der BDA-Liste: 2025-06-30 Name: Kalvarienberg-Kapelle GstNr.: .80 Kalvarienkirche, Eisbach |
| ja    | Datei hochladen | Kath. Filialkirche St. Ulrich (Ulrichskapelle) sowie Reste der ma. Wehranlage Ulrichsberg HERIS-ID: 51770 Objekt-ID: 57548          | Standort KG: Eisbach                                    | Die Ulrichskapelle wurde 1453 erbaut, Weihe durch Aenaeo Silvo Piccolomini. Der Turm wurde 1701, die Kapelle 1853 renoviert. | BDA-Hist.: Q38047523 Status: § 2a Stand der BDA-Liste: 2025-06-30 Name: Kath. Filialkirche St. Ulrich (Ulrichskapelle) sowie Reste der ma. Wehranlage Ulrichsberg GstNr.: .1, 1/2 Saint Ulrich church, Rein                                                                    |
| ja    | Datei hochladen | Wolfgangkapelle HERIS-ID: 99296 Objekt-ID: 115405                                                                                   | Standort KG: Eisbach                                    | Die Wolfgangkapelle befindet sich neben der Ulrichskapelle und wurde etwa gleichzeitig mit dieser von Wolfgang von Stubenberg erbaut. | BDA-Hist.: Q37773899 Status: § 2a Stand der BDA-Liste: 2025-06-30 Name: Wolfgangkapelle GstNr.: .2 Saint Wolfgang chapel, Rein |
| ja    | Datei hochladen | Bildstock HERIS-ID: 99301 Objekt-ID: 115410                                                                                         | Standort KG: Eisbach                                    | | BDA-Hist.: Q37773904 Status: § 2a Stand der BDA-Liste: 2025-06-30 Name: Bildstock GstNr.: 1/2 Bildstock am Ulrichsberg |
| ja    | Datei hochladen | Sog. Ligg-Villa HERIS-ID: 70779 Objekt-ID: 83915                                                                                    | Bahnhofstraße 9 Standort KG: Gratwein                   | Die Villa Annenheim (nach einem zwischenzeitlichen Besitzer zeitweise Ligg-Villa genannt) wurde 1907–1909 errichtet, sie entspricht dem Typus einer Stadtvilla. Sie ist späthistoristisch mit teilweise secessionistischen Dekorelementen, ein markantes Element sind die fein ausgeführten Holzkonstruktionen, die vom Bauherren und Architekten, dem Maurer und Zimmerer Andreas Hois, selbst angefertigt wurden. | BDA-Hist.: Q30127337 Status: Bescheid Stand der BDA-Liste: 2025-06-30 Name: Sog. Ligg-Villa GstNr.: .74/5 Ligg-Villa |
| ja    | Datei hochladen | Friedhof mit Aufbahrungshalle HERIS-ID: 99553 Objekt-ID: 115698                                                                     | Friedhofgasse 15 Standort KG: Gratwein                  | | BDA-Hist.: Q37774345 Status: § 2a Stand der BDA-Liste: 2025-06-30 Name: Friedhof mit Aufbahrungshalle GstNr.: 4/2 Friedhof Gratwein |
| ja BW | Datei hochladen | Sog. Römerbrücke und Figurenbildstock hl. Johannes Nepomuk HERIS-ID: 99538 Objekt-ID: 115681                                        | Kirchengasse Standort KG: Gratwein                      | | BDA-Hist.: Q37774328 Status: § 2a Stand der BDA-Liste: 2025-06-30 Name: Sog. Römerbrücke und Figurenbildstock hl. Johannes Nepomuk GstNr.: 1892/1, 1810, 1811/1 Römerbrücke Gratwein                                                                                           |
| ja    | Datei hochladen | Pfarrhof und Wirtschaftsgebäude HERIS-ID: 51083 Objekt-ID: 56652                                                                    | Kirchengasse 20 Standort KG: Gratwein                   | Der Pfarrhof ist im Kern gotisch, Umbauten erfolgten 1554, im 3. Viertel des 17. Jahrhunderts, um 1845 und 1981. Der Pfarrhof hat ein rundbogiges Einfahrtstor mit dem Wappen des Pfarrers Johann Duster (1441–1451), das mit 1447 datiert ist. Im Hof dann ein spätgotisches Schulterbogenportal und ein barocker Arkadengang auf rechteckigen Pfeilern mit Kreuzrippengewölbe. Eine Stuckdecke stammt von Anfang des 18. Jahrhunderts. In der Durchfahrt befinden sich zwei figürliche Römersteine sowie ein bärtiger Kopf. | BDA-Hist.: Q38043662 Status: § 2a Stand der BDA-Liste: 2025-06-30 Name: Pfarrhof und Wirtschaftsgebäude GstNr.: .11/1, .11/2 Pfarrhof Gratwein |
| ja    | Datei hochladen | Kath. Pfarrkirche hl. Rupert mit Kirchhof, Ummauerung, Freitreppe und Verbindungsgang zum Pfarrhof HERIS-ID: 51082 Objekt-ID: 56651 | Kirchengasse 22 Standort KG: Gratwein                   | Die Kirche wurde erstmals 1188 erwähnt, ist aber eine der ältesten Urpfarren der Steiermark. Der heutige Bau ist eine spätgotische Hallenkirche, wobei vor allem im Langhaus noch Elemente der romanischen Vorgängerkirche einbezogen wurden. Der Chor ist zweijochig mit 3/8-Schluss und Kreuzrippengewölbe. Das Langhaus wurde Ende des 15./ Anfang des 16. Jahrhunderts erneuert, es ist eine dreischiffige und fünfjochige Halle, dessen Kreuzrippen in Achteckpfeiler oder Runddiensten auf Wandvorlagen enden. Am Südwesteck befindet sich ein halbrundes Treppentürmchen zur Empore. Romanische Grundmauern hat auch der Turm im nördlichen Chorwinkel mit Zeltdach. Die angebaute Sakristei stammt aus dem Jahr 1743. Der Hochaltar stammt aus dem Jahr 1782, die restliche Ausstattung aus dem 19. Jahrhundert. | BDA-Hist.: Q1667560 Status: § 2a Stand der BDA-Liste: 2025-06-30 Name: Kath. Pfarrkirche hl. Rupert mit Kirchhof, Ummauerung, Freitreppe und Verbindungsgang zum Pfarrhof GstNr.: .13, 13 Pfarrkirche Gratwein                                                                 |
| ja    | Datei hochladen | Sebastianskapelle (ehem. Michaelskapelle) HERIS-ID: 99526 Objekt-ID: 115667                                                         | Standort KG: Gratwein                                   | Die Friedhofskapelle wurde 1487 erwähnt, urkundlich als Michaelskapelle, später als Sebastianskapelle. Die Kapelle hat einen Halbkreisschluss, ein rundbogiges Rotmarmorportal und im Inneren ein Stichkappengewölbe. | BDA-Hist.: Q37774317 Status: § 2a Stand der BDA-Liste: 2025-06-30 Name: Sebastianskapelle (ehem. Michaelskapelle) GstNr.: .12 Sebastianskapelle Gratwein |
| ja    | Datei hochladen | Höhle Schneiderloch am Geimskögerl HERIS-ID: 248654seit 2024                                                                        | Standort KG: Gratwein                                   | Das Schneiderloch (Höhlenkataster–Nr. 2783/6), vormals auch Schneiderhöhle, ist ein archäologischer Fundplatz am Westhang des Geimskögerls. Erstmals wurde 1913 von Vinzenz Hilber eine Sondierungsgrabung durchgeführt, bei der die Schichtfolge dokumentiert und mehrere Artefakte gefunden werden konnten: Neben vielen teilweise bearbeiteten Amphibolitgeröllen wurden spätkupferzeitliche Keramikfragmente (zum Teil Litzenkeramik), ein kleiner dreieckiger Griffplattendolch aus Kupfer, zwei Knochenknebel, sowie ein kleiner Abschlag mit stark abgearbeiteter Kratzerkappe und beidseitiger Kantenretusche aus nicht–alpinem Hornstein gefunden. Trotz fehlender menschlicher Skelettreste könnten diese Fundstücke eine glockenbecherzeitliche Bestattung im Hauptraum der Höhle belegen. 1949 konnte Maria Mottl ein 9,7 cm langes Silexartefakt bergen. | BDA-Hist.: Q126122385 Status: Bescheid Stand der BDA-Liste: 2025-06-30 Name: Höhle Schneiderloch am Geimskögerl GstNr.: 137/25, 137/42 Schneiderloch (Geimskögerl) |
| ja    | Datei hochladen | Kath. Pfarrkirche St. Pankrazen HERIS-ID: 51496 Objekt-ID: 57156                                                                    | Gschnaidt 1 Standort KG: Gschnaidt                      | Die Kirche wurde 1365 erstmals erwähnt, der Chor stammt aus der Zeit um 1400, das spätgotische Schiff aus dem Ende des 15. Jahrhunderts. Der Chor ist einjochig mit 5/8-Schluss und Kreuzrippengewölbe und abgetreppten Strebepfeilern an der Außenseite. Das leicht erhöhte Langhaus ist dreijochig mit Netzrippen in geknickter Reihung auf Konsolen. Das östliche Joch wurde barock umgestaltet. Der kräftige Turm weist einen Zwiebelhelm auf, im Süden ist ein Aufgang zur Empore angebaut. Nach der Pest 1723 erfolgte der Anbau der Sebastiankapelle südlich des Chores. | BDA-Hist.: Q14544614 Status: § 2a Stand der BDA-Liste: 2025-06-30 Name: Kath. Pfarrkirche St. Pankrazen GstNr.: .119 Sankt Pankrazen parish church |
| ja    | Datei hochladen | Pfarrhof HERIS-ID: 37169 Objekt-ID: 36247                                                                                           | Gschnaidt 1 Standort KG: Gschnaidt                      | Der Pfarrhof ist ein zweigeschoßiger Bau mit gewölbten Räumen und besitzt im Erdgeschoß Stuckdecken. | BDA-Hist.: Q55550765 Status: Bescheid Stand der BDA-Liste: 2025-06-30 Name: Pfarrhof GstNr.: 1444/1 Pfarrhof Sankt Pankrazen |
| ja    | Datei hochladen | Kapelle hl. Anna (urspr. Martinskapelle) HERIS-ID: 99591 Objekt-ID: 115740                                                          | bei Gschnaidt 1 Standort KG: Gschnaidt                  | Die spätgotische Kapelle am Friedhof ist einjochig mit 5/8-Schluss mit Netzrippengewölbe und Maßwerkfenster. Die Westfassade mit Giebel weist ein Spitzbogenportal und zwei Rechteckfenster auf, diese drei Elemente sind profiliert. Darüber erhebt sich ein Dachreiter mit Zwiebelhaube. | BDA-Hist.: Q55550761 Status: § 2a Stand der BDA-Liste: 2025-06-30 Name: Kapelle hl. Anna (urspr. Martinskapelle) GstNr.: .119 Annakapelle, Sankt Pankrazen |
| ja    | Datei hochladen | Friedhof mit Toranlagen, Ummauerung und integr. Figurenbildstöcken HERIS-ID: 99592 Objekt-ID: 115741                                | bei Gschnaidt 1 Standort KG: Gschnaidt                  | Um die Kirche befindet sich ein friedhof mit Wehrmauer und zwei Portalen. | BDA-Hist.: Q55550763 Status: § 2a Stand der BDA-Liste: 2025-06-30 Name: Friedhof mit Toranlagen, Ummauerung und integr. Figurenbildstöcken GstNr.: .119, 1700/5 Sankt Pankrazen parish church                                                                                  |
| ja    | Datei hochladen | Bildstock HERIS-ID: 99611 Objekt-ID: 115760                                                                                         | bei Gschnaidt 32 Standort KG: Gschnaidt                 | | BDA-Hist.: Q37774396 Status: § 2a Stand der BDA-Liste: 2025-06-30 Name: Bildstock GstNr.: 69/2 Bildstock bei Gschnaidt 32 |
| ja    | Datei hochladen | Werkstätte HERIS-ID: 99308 Objekt-ID: 115418                                                                                        | Hörgas 29 Standort KG: Hörgas                           | Das Werkstättenhaus wurde gemeinsam mit der Lungenheilstätte erbaut. | BDA-Hist.: Q37773910 Status: § 2a Stand der BDA-Liste: 2025-06-30 Name: Werkstätte GstNr.: 244 Landeskrankenhaus Enzenbach |
| ja    | Datei hochladen | Lungenheilstätte Enzenbach HERIS-ID: 99307 Objekt-ID: 115417                                                                        | Hörgas 30 Standort KG: Hörgas                           | Die ehemalige Landes-Lungenheilstätte wurde 1909–1915 von Leopold Theyer erbaut. Das Gebäude folgt der Typologie von Hörgas aber funktionaler gegliedert. | BDA-Hist.: Q37773906 Status: § 2a Stand der BDA-Liste: 2025-06-30 Name: Lungenheilstätte Enzenbach GstNr.: 244 Landeskrankenhaus Enzenbach |
| ja    | Datei hochladen | Landeskrankenhaus Hörgas HERIS-ID: 99311 Objekt-ID: 115421                                                                          | Hörgas 68 Standort KG: Hörgas                           | Die zur Landschaft hin geöffnete imposante Anlage wurde 1904–1906 von Leopold Theyer erbaut. Sie war stilprägend für einige nachfolgende Sanatoriumsbauten in der Steiermark, bei denen allerdings die Anleihen beim Heimat- und Landhausstil stark reduziert wurden. | BDA-Hist.: Q37773920 Status: § 2a Stand der BDA-Liste: 2025-06-30 Name: Landeskrankenhaus Hörgas GstNr.: 780/1 |
| ja    | Datei hochladen | Friedhof mit Aufbahrungshalle sowie Abt- u. Patresgräbern HERIS-ID: 99306 Objekt-ID: 115416                                         | Rein Standort KG: Hörgas                                | | BDA-Hist.: Q37773905 Status: § 2a Stand der BDA-Liste: 2025-06-30 Name: Friedhof mit Aufbahrungshalle sowie Abt- u. Patresgräbern GstNr.: .38/2, 369/2, 370, 373/3 Friedhof Stift Rein-Eisbach                                                                                 |
| ja    | Datei hochladen | Pavillon HERIS-ID: 99309 Objekt-ID: 115419                                                                                          | Standort KG: Hörgas                                     | | BDA-Hist.: Q37773912 Status: § 2a Stand der BDA-Liste: 2025-06-30 Name: Pavillon GstNr.: 254/3 Pavillon in Hörgas |
| ja    | Datei hochladen | Lourdes-Grotte HERIS-ID: 99310 Objekt-ID: 115420                                                                                    | Standort KG: Hörgas                                     | | BDA-Hist.: Q37773917 Status: § 2a Stand der BDA-Liste: 2025-06-30 Name: Lourdes-Grotte GstNr.: 254/3 Lourdes-Grotte (Hörgas) |
| ja    | Datei hochladen | Prähistorischer Hornsteinbergbau Eisbach HERIS-ID: 113095 Objekt-ID: 131324seit 2019                                                | Standort KG: Hörgas                                     | | BDA-Hist.: Q105414570 Status: Bescheid Stand der BDA-Liste: 2025-06-30 Name: Prähistorischer Hornsteinbergbau Eisbach GstNr.: 421/3, 430, 432/34, 432/5, 398/1, 398/2, 407, 408, 410, 414, 418/1, 418/2, 419/1, 421/1, 432/20, 432/21 Prähistorischer Hornsteinbergbau Eisbach |
| ja    | Datei hochladen | Wohnhaus der Bauernhofanlage Luckenbauer HERIS-ID: 111992 Objekt-ID: 130039seit 2013                                                | Am Kirchberg 1b Standort KG: Judendorf-Straßengel       | | BDA-Hist.: Q37828070 Status: Bescheid Stand der BDA-Liste: 2025-06-30 Name: Wohnhaus der Bauernhofanlage Luckenbauer GstNr.: .125/2 Luckenbauer |
| ja    | Datei hochladen | Pfarrhof HERIS-ID: 51905 Objekt-ID: 57725                                                                                           | Am Kirchberg 16 Standort KG: Judendorf-Straßengel       | Der Pfarrhof wurde inschriftlich 1494 erbaut, es erfolgte eine Erweiterung 1586 und mehrere spätere Umbauten. Die Erdgeschoßfenster haben abgefaste Steingewände und Schmiedeeisengitter, im Südwesten befindet sich ein übereck gestellter Erker. | BDA-Hist.: Q38048106 Status: § 2a Stand der BDA-Liste: 2025-06-30 Name: Pfarrhof GstNr.: .122/1 Pfarrhof Maria Straßengel |
| ja    | Datei hochladen | Kirchenwirt (Taverne) HERIS-ID: 99838 Objekt-ID: 116008                                                                             | Am Kirchberg 18 Standort KG: Judendorf-Straßengel       | Die Taverne stammt inschriftlich aus 1582, sie wurde später mehrfach umgebaut und erweitert. | BDA-Hist.: Q37774836 Status: § 2a Stand der BDA-Liste: 2025-06-30 Name: Kirchenwirt (Taverne) GstNr.: .122/2 Kirchenwirt (Maria Straßengel) |
| ja    | Datei hochladen | Ehem. Benefiziatenhaus, sog. Neugebäude HERIS-ID: 51906 Objekt-ID: 57726                                                            | Am Kirchberg 20 Standort KG: Judendorf-Straßengel       | Das nach 1684 errichtete Gebäude weist Putzfeldgliederung und Arkaden an der Nordseite auf. Über dem Portal befindet sich das Wappen des Reiner Abtes Alanus Matt (1684–1696). Ein Saal hat eine reiche Stuckdecke, bemerkenswert sind auch die geschnitzten Türen und die Kachelöfen. | BDA-Hist.: Q38048109 Status: § 2a Stand der BDA-Liste: 2025-06-30 Name: Ehem. Benefiziatenhaus, sog. Neugebäude GstNr.: .122/4, .122/3 Neugebäude, Maria Straßengel |
| ja    | Datei hochladen | Wallfahrtskirche hl. Maria Straßengel und Kirchhof mit Befestigungsanlage HERIS-ID: 51904 Objekt-ID: 57724                          | bei Am Kirchberg 20 Standort KG: Judendorf-Straßengel   | Der Grundstein für die heutige hochgotische Wallfahrtskirche wurde am 8. Dezember 1346 durch Abt Hertwig von Emerberg vom Stift Rein gelegt. Am 8. September 1355 wurde die noch unfertige Kirche von Ulrich III. von Seckau der Jungfrau Maria geweiht. Zur Verteidigung gegen die Türken ließ Kaiser Friedrich III. 1480 eine Mauer um die Kirche errichten, gleichzeitig wurde im Nordwesten eine Kapelle und ein 1828 erhöhter Glockenturm angebaut. | BDA-Hist.: Q2542885 Status: § 2a Stand der BDA-Liste: 2025-06-30 Name: Wallfahrtskirche hl. Maria Straßengel und Kirchhof mit Befestigungsanlage GstNr.: .122/3, .122/1 Maria Straßengel                                                                                       |
| ja    | Datei hochladen | Kreuzweg HERIS-ID: 99839 Objekt-ID: 116009                                                                                          | Am Kirchberg Standort KG: Judendorf-Straßengel          | | BDA-Hist.: Q37774847 Status: § 2a Stand der BDA-Liste: 2025-06-30 Name: Kreuzweg GstNr.: 1509/2, 635/1, 640/1 Kreuzweg Maria Straßengel |
| ja    | Datei hochladen | Urzeitliches Hügelgrab HERIS-ID: 111971 Objekt-ID: 130009seit 2013                                                                  | Bahnriegl Standort KG: Judendorf-Straßengel             | | BDA-Hist.: Q37827978 Status: § 9-Feststellung Bodendenkmal Stand der BDA-Liste: 2025-06-30 Name: Urzeitliches Hügelgrab GstNr.: 1538, 1537/1 Hügelgrab am Bahnriegl |
| ja    | Datei hochladen | Ehem. Zementofen HERIS-ID: 44836 Objekt-ID: 45713                                                                                   | Fabriksstraße 4 Standort KG: Judendorf-Straßengel       | Ignaz Walter kaufte 1868 eine Kreidemühle und baute sie zu einem Zementofen um. Sein Nachfolger Josef Priebsch baute um 1883 einen neuen Ofen für Portlandzement. | BDA-Hist.: Q189342 Status: § 57-Mandatsbescheid Stand der BDA-Liste: 2025-06-30 Name: Ehem. Zementofen GstNr.: .212/1 Zementofen, Judendorf-Straßengel |
| ja    | Datei hochladen | Evang. Filialkirche, Evangelische Heiliggeistkirche A. B. HERIS-ID: 99842 Objekt-ID: 116012                                         | Gratweiner Straße 11b Standort KG: Judendorf-Straßengel | Die evangelische Kirche mit Satteldach und Giebelreiter wurde 1957 erbaut. | BDA-Hist.: Q37774854 Status: § 2a Stand der BDA-Liste: 2025-06-30 Name: Evang. Filialkirche, Evangelische Heiliggeistkirche A. B. GstNr.: 596/4 |
| ja    | Datei hochladen | Flur-/Wegkapelle HERIS-ID: 99847 Objekt-ID: 116018                                                                                  | neben Kapellenweg 2 Standort KG: Judendorf-Straßengel   | | BDA-Hist.: Q37774864 Status: § 2a Stand der BDA-Liste: 2025-06-30 Name: Flur-/Wegkapelle GstNr.: .109/1 Materleitner-Kapelle, Judendorf-Straßengel |
| ja    | Datei hochladen | Murmühle HERIS-ID: 51556 Objekt-ID: 57231                                                                                           | Murhofstraße 24 Standort KG: Judendorf-Straßengel       | | BDA-Hist.: Q38045941 Status: Bescheid Stand der BDA-Liste: 2025-06-30 Name: Murmühle GstNr.: 361/4 Murmühle (Judendorf-Straßengel) |
| ja    | Datei hochladen | Volksschule mit Umfriedung HERIS-ID: 99849 Objekt-ID: 116020                                                                        | Schulstraße 3 Standort KG: Judendorf-Straßengel         | | BDA-Hist.: Q37774872 Status: § 2a Stand der BDA-Liste: 2025-06-30 Name: Volksschule mit Umfriedung GstNr.: .354 |
| ja    | Datei hochladen | Bauernhof vulgo Lessing HERIS-ID: 99366 Objekt-ID: 115483seit 2017                                                                  | Kehr 31 Standort KG: Kehr und Plesch                    | | BDA-Hist.: Q37773946 Status: Bescheid Stand der BDA-Liste: 2025-06-30 Name: Bauernhof vulgo Lessing GstNr.: 339/1 |
| ja    | Datei hochladen | Wohnhaus, Vulgo Klöckl, ehem. Zehenthof des Stiftes Rein HERIS-ID: 65905 Objekt-ID: 78774                                           | Kehr 36 Standort KG: Kehr und Plesch                    | | BDA-Hist.: Q38111957 Status: Bescheid Stand der BDA-Liste: 2025-06-30 Name: Wohnhaus, Vulgo Klöckl, ehem. Zehenthof des Stiftes Rein GstNr.: .38 |

## Ehemalige Denkmäler
| Foto |                 | Denkmal | Standort                                           | Beschreibung | Metadaten |
| ---- | --------------- | --- | -------------------------------------------------- | ------------ | --- |
| ja   | Datei hochladen | Sonderkrankenanstalt f. interne Erkrankungen der Versicherungsanstalt der ÖBB HERIS-ID: 99857 Objekt-ID: 116029bis 2022 | Grazer Straße 15 Standort KG: Judendorf-Straßengel |              | BDA-Hist.: Q37774890 Status: § 2a Stand der BDA-Liste: 2022-07-01 Name: Sonderkrankenanstalt f. interne Erkrankungen der Versicherungsanstalt der ÖBB GstNr.: 582 |